# Ngoyang
Ngoyang (ou Ngoyong) est un village du Cameroun situé dans la région du Sud et le département de l'Océan, sur la route qui relie Lolodorf à Éséka. Il fait partie de la commune de Lolodorf.

## Population
En 1966, la population était de 163 habitants, principalement des Ewondo. Lors du recensement de 2005, on y dénombrait 329 personnes.